# Danijela Pintarić
Danijela Pintarić (nacida en Zagreb el 13 de marzo de 1979) es una cantante, actriz y violinista croata. 

## Biografía
Nacida en Zagreb, se trasladó a Osijek pocos años después de su nacimiento. Danijela estudió en Osijek. Se graduó en violín en la Escuela de Música en Osijek. En la Academia de Música de Zagreb, se graduó como canto solista y violín. Danijela fue también formada en el Seminario Internacional de canto de Vis y en la Escuela Internacional de Verano "HIC HIC Pharos ars" en la isla de Hvar. Ha ganado numerosos premios en concursos regionales y estatales. Ella estuvo muchos años en la Orquesta de Cuerda de Osijek, hasta 1995. Representó a Croacia en la Asamblea Europea de los jóvenes en Kristiansand, Noruega en 1997. Durante muchos años fue miembro de la Sociedad de San José de Osijek de canto. 
Ganó el reality show HRT "Estrellas de la Música de Coca Cola". Ha cantado con la Orquesta Filarmónica de Zagreb, la Orquesta Filarmónica de Sarajevo, la Big Band HRT y la orquesta de la HRT, y la Orquesta de la Ópera de Osijek y muchas otras por toda Croacia y Europa. Como violinista, ha tocado en la Orquesta de Cámara Croata.
Actuó en el musical "Hair", "Aida", "Skidajte se do kraja" y "Briljantin. Cantó en numerosos festivales: Sonidos de Panonia (2000). Tambura Festival de Música en Osijek (2000., 2001. y de 2002.) Canciones y Podravina Podravje (2003). 
Danijela ha participado dos veces en la preselección croata para el Festival de la Canción de Eurovisión, en 2007 y 2009 quedando en el 3.er y el 11.º respectivamente con las canciones Moj Svijeta y Zlatna Rijeka.